# Пєший Микола Миколайович
Пєший Микола Миколайович (8 грудня 1934 — 14 грудня 2023), доктор медичних наук (1986), професор (1988), ветеран праці.

## Біографія
Народився 8 грудня 1934 року в селі Козацьке Чернігівської області в родині вчителів. 
З 1949 по 1951 рік  навчався в Київському ремісничому училищі. Згодом працював токарем на ремзаводі в м. Києві й одночасно навчався у вечірній школі.
У 1960 році закінчив педіатричний факультет Київського медичного інституту. Після інституту працював викладачем медичного училища й ординатором у Житомирській дитячій міській лікарні. 
З 1965 по 1968 рік проходив навчання в клінічній ординатурі на кафедрі госпітальної педіатрії Київського медичного інституту.
У 1970 році захистив кандидатську дисертацію «Полікардіографічні дослідження у дітей шкільного віку з функціональними систолічними шумами серця».
У 1976 році отримав почесне звання доцента.
З 1969 року – асистент курсу дитячих хвороб Полтавського медичного стоматологічного інституту.
З 1984 по 2002 рік – завідувач курсу дитячих хвороб, пізніше кафедри дитячих хвороб.
У 1986 році захистив докторську дисертацію «Гостре легеневе серце при пневмонії у дітей раннього віку».
У 1988 році отримав почне звання професора.
У 1992 році обраний дійсним членом Української академії наук національного прогресу.
З 2003 року – професор кафедри педіатрії №2.
Професор Микола Пєший – учень і послідовник відомих педіатрів – фундатора дитячої кардіології, алергології Віктора Сідельникова, професора Івана Руднєва, члена-кореспондента Олени Хохол, академіка Петра Мощича. 
Микола Пєший – фундатор полтавської школи педіатрів; був членом редакційної ради журналу «Педіатрія, акушерство та гінекологія», головою атестаційної комісії УЗО та комісії по контролю за дитячою смертністю. Проводив консультативні прийоми дітей м. Полтави та з районів області.
Помер 14 грудня 2023 року.

## Наукова діяльність
Микола Миколайович – автор понад 300 наукових праць, 20 методичних розробок, інформаційних листів та методичних рекомендацій. Наукова діяльність вченого була присвячена вивченню функціонального стану серцево-судинної системи, електролітного та білкового обміну  у дітей з уродженими щелепно-лицевими вадами, а також розв’язанню найактуальніших питань профілактики та лікування кардіореспіраторної  патології у дітей раннього віку. Під керівництвом професора Миколи Пєшого колектив кафедри вивчав вплив несприятливих факторів зовнішнього середовища на стан імунітету, показники гемостазу, мікроциркуляції, імунітету, вегетативного гемостазу при захворюваннях серця, нирок, органів шлунково-кишкового тракту, алергічних захворювань, перекисного окислення ліпідів та стану протиокисної системи у дітей з розвитком патології, зокрема і дітей радіаційного ризику. Спільно з кафедрою акушерства та гінекології проводилося вивчення стану здоров’я та психосоматичного розвитку недоношених дітей у мешканок Полтавського регіону.  Микола Миколайович  постійно проводив огляди у відділеннях дитячої обласної лікарні, надавав лікувально-консультативну допомогу. 
Під керівництвом професора захищено дві докторські та п’ять кандидатських дисертацій.

## Нагороди та почесні звання
Нагороджений знаком «Відмінник охорони здоров’я», медаллю «Ветеран праці», почесними грамотами Міністерства охорони здоров’я України